# MCV Evora

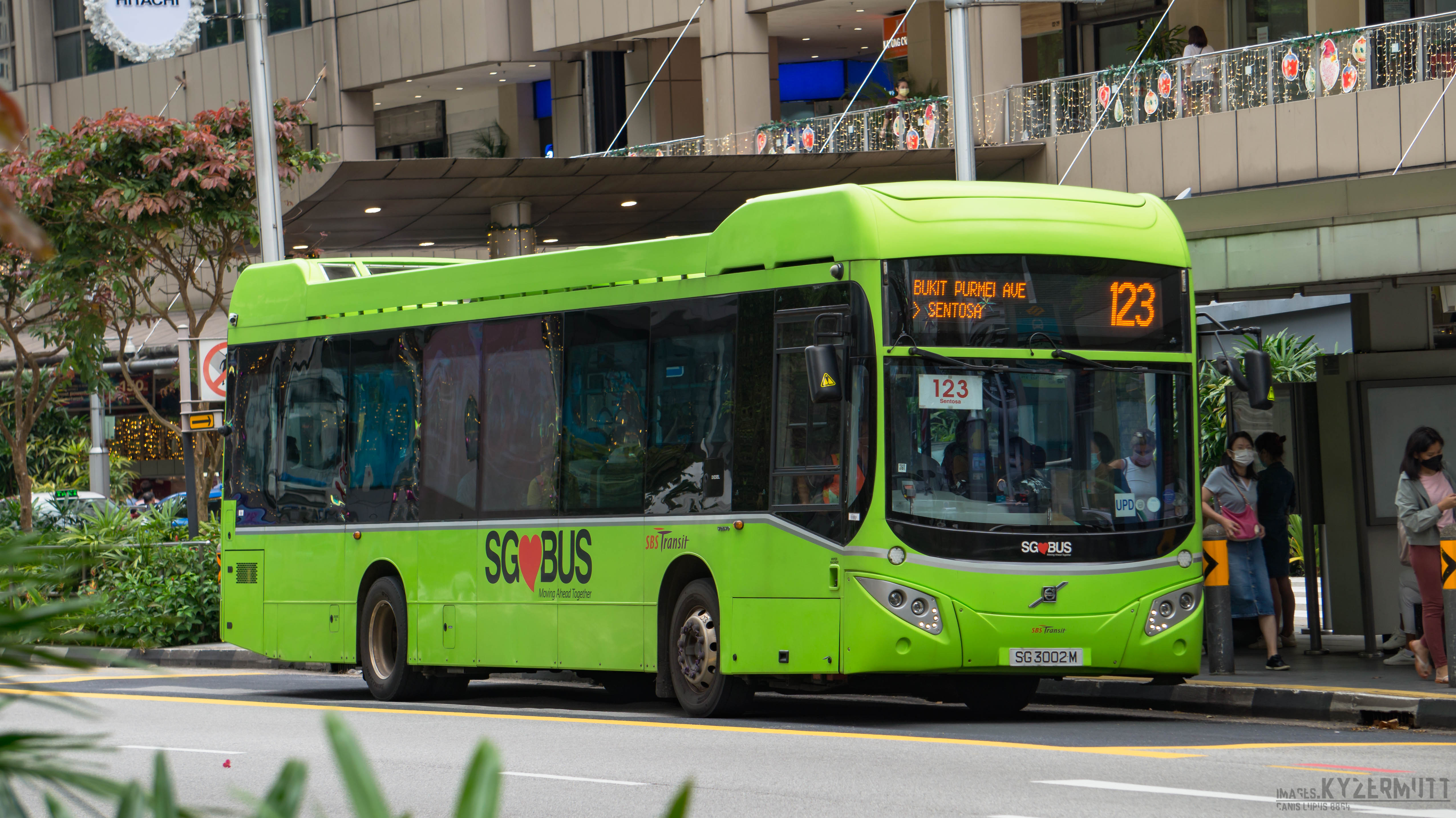
Гибридный автобус

MCV Evora (C113/C123/C133) — низкопольный автобус большой вместимости, выпускаемый египетской компанией MCV Bus and Coach с 2018 года. Является преемником MCV Evolution. Выпускается на шасси Volvo B8RLE и Volvo B5LH. 

## Описание
С точки зрения дизайнеров, MCV Evora разделяет общие компоненты с двухэтажным автобусом MCV EvoSeti, особенно переднюю и заднюю часть. Вместимость 12,2-метрового автобуса на шасси Volvo B8RLE составляет около 46 сидячих мест. Общее число пассажиров 95.

## Эксплуатация
В начале 2018 года в Лондон поступило 610 автобусов MCV Evora, затем в августе 2021 года поступило ещё 2 модели. Первым эксплуатантом стала Ирландия.
Также автобусы эксплуатируются в Норфолке, Ланаркшире, Стоунхаусе, Уишоу, Бангоре, Лотиане, Скае, Сингапуре и других странах и населённых пунктах.